# Best (album)
Pour les articles homonymes, voir Best.
Albums de Mika Nakashima
MUSIC
(2005) YES
(2007)
BEST est la 1re compilation de Mika Nakashima et son 6e album au total, si l'on compte ses deux mini albums. Il est sorti sous le label Sony Music Associated Records le 7 décembre 2005 au Japon. Il atteint la 1re place du classement de l'Oricon. Il se vend à 480 097 exemplaires la première semaine, et reste classé 186 semaines, pour un total de 1 204 996 exemplaires vendus. C'est le deuxième album de Mika Nakashima qui s'est le plus vendu après Love.
Cet album comporte deux nouveaux arrangements, l'un pour la chanson Stars et l'autre pour Amazing Grace (05).

## La compilation vidéo
Une compilation vidéo appelé également BEST sort en décembre 2005 au Japon et en Asie du Sud-Est. Il contient les clips des 18 premiers singles de Mika Nakashima, de Stars à Glamourous Sky, ainsi que deux vidéos promotionnelles, l'une pour Amazing Grace (05) et l'autre pour la version live de Blood.

## Liste des titres
| 1.  | Amazing Grace ('05)               | John Newton                      | John Newton                   | 4:07 |
| 2.  | Stars (new vocal '05)             | Yasushi Akimoto                  | Daisuke Kawaguchi             | 6:10 |
| 3.  | Crescent Moon                     | Takashi Matsumoto                | Hiroaki Ōno                   | 4:22 |
| 4.  | Will                              | Yasushi Akimoto                  | Daisuke Kawaguchi             | 5:25 |
| 5.  | Resistance                        | Yasushi Akimoto, Mika Nakashima  | Seikou Nagaoka                | 4:54 |
| 6.  | Aishiteru (愛してる)              | H (three tight b)                | H (three tight b)             | 5:36 |
| 7.  | Love Addict                       | Mika Nakashima                   | Shinichi Osawa (Mondo Grosso) | 7:16 |
| 8.  | Find the Way                      | Mika Nakashima                   | Lori Fine (Coldfeet)          | 5:30 |
| 9.  | Yuki no Hana (雪の華)             | Satomi                           | Ryouki Matsumoto              | 5:44 |
| 10. | SEVEN                             | Mika Nakashima                   | Lori Fine (Coldfeet)          | 4:31 |
| 11. | Oborozukiyo: Inori (朧月夜～祈り) | Mika Nakashima, Tatsuyuki Takano | Teiichi Okano, Taro Hakase    | 6:02 |
| 12. | Legend                            | Mika Nakashima                   | Yasunari Okano                | 5:48 |
| 13. | Sakurairo Mau Koro (桜色舞うころ) | Minako Kawae                     | Minako Kawae                  | 4:58 |
| 14. | Glamorous Sky                     | Ai Yazawa                        | Hyde                          | 4:26 |